# Братская, Светлана Юрьевна
Светла́на Ю́рьевна Бра́тская (род. 14 августа 1974 года, Евпатория, УССР) — российский химик, специалист в области физической химии природных полимеров. Профессор РАН, член-корреспондент РАН (2016).
Сфера научных интересов С. Ю. Братской — фундаментальные проблемы коллоидной химии и разработка функциональных материалов на основе природных полимеров: сорбентов, катализаторов, оптических сенсорных покрытий.

## Биография
Родилась в 1974 году в гор. Евпатории (Крым, УССР).
Окончила химический факультет Дальневосточного государственного университета (1995, с отличием).
С 1994 года работает в Институте химии Дальневосточного отделения РАН, в настоящее время (2017 г.) заведует лабораторией сорбционных процессов.
Доктор химических наук (2009), профессор РАН (2016). Осенью 2016 года избрана членом-корреспондентом РАН по Отделению химии и наук о материалах. 

## Научная деятельность
В научных трудах С. Ю. Братской 
- предложена обобщённая модель кислотно-основных равновесий и равновесий комплексообразования в растворах структурно неоднородных природных полиэлектролитов;
- установлен ряд практически важных закономерностей поведения природных полиэлектролитов и их производных в растворах и на границах раздела фаз; определён диапазон оптимальных степеней замещения высококатионных крахмалов Архивная копия от 1 декабря 2017 на Wayback Machine — связующих для бумажной промышленности; предложен новый тип хелатирующих флокулянтов для обработки гальваностоков; разработаны флокулирующие композиции на основе хитозана;
- разработан широкий спектр сорбционных материалов на основе хитозана; изучены механизмы взаимодействия с ионами благородных и переходных металлов, установлена роль координационных взаимодействий в формировании наночастиц металлов в растворах хитозана и его производных;
- разработаны хитозан-содержащие покрытия для оптической сенсорики[4].

## Публикации
С. Ю. Братская — автор около 200 публикаций, суммарно процитированных свыше 1000 раз, индекс Хирша — 16 (данные РИНЦ на 2017 год).
Кандидатская диссертация: Интегральное описание кислотно-основных равновесий в растворах полиэлектролитов и гетерофазных системах : диссертация … кандидата химических наук : 02.00.04. — Владивосток, 1998. — 147 с.
Докторская диссертация Архивная копия от 1 декабря 2017 на Wayback Machine: Ионогенные свойства природных полиэлектролитов и их производных : диссертация … доктора химических наук : 02.00.04 /Братская Светлана Юрьевна; [Место защиты: Ин-т химии Дальневост. отд-ния РАН]. — Владивосток, 2009. — 359 с. : ил.
Монография: Хелатирующие производные хитозана // С. Ю. Братская, А. В. Пестов // Дальневосточное отделение Российской академии наук, Институт химии, Российский научный фонд. — Владивосток : Дальнаука, 2016. — 229 с.; ISBN 978-5-8044-1628-8

## Признание
Лауреат премии Правительства РФ в области науки и техники за работу «Получение производных хитина и препаратов на их основе для применения в сельском хозяйстве, медицине, пищевой промышленности и биотехнологии» (2013).